# Mucho Mucho Amor: The Legend of Walter Mercado
Mucho Mucho Amor: The Legend of Walter Mercado è un film documentario del 2020 diretto da Cristina Costantini e Kareem Tabsch, sulla vita e carriera di Walter Mercado, uno dei più influenti e celebri astrologi latinoamericani. Il documentario include interviste allo stesso Mercado, al suo assistente Willy Acosta, alla famiglia Mercado Salinas, e a molte altre personalità del mondo dell'intrattenimento ispanico. Il film è stato presentato al Sundance Film Festival 2020 e successivamente distribuito su Netflix a partire dall'8 luglio 2020.

## Trama
Il documentario racconta la vita di Walter Mercado partendo dalla sua infanzia come bambino prodigio nella Porto Rico degli anni trenta, dove viveva insieme ai genitori in un'area rurale riservata alla piantagioni di canna da zucchero. Mentre il fratello, Henry, andava a lavorare con il padre, Walter restava a casa con la madre, suonando il piano e leggendo libri, sentendosi una personalità creativa. Durante il suo periodo di studente alla Università di Porto Rico negli anni cinquanta, cominciò a danzare e recitare in teatro, per poi passare alla recitazione in varie telenovelas. Dopo un'improvvisata apparizione televisiva in qualità di astrologo, richiesta dal produttore Elín Ortiz, Walter diventa celebre a Porto Rico e in breve tempo conquista la possibilità di avere uno show televisivo tutto suo. Grazie alla sua eccentricità, diviene in poco tempo una celebrità internazionale in tutta l'America Latina e Bill Bakula diventa il suo manager. Walter continua i suoi segmenti di astrologia e si presenta davanti agli schermi con costumi e mantelli elaborati, con colori e stili sgargianti. Allo stesso tempo, è costretto ad affrontare l'omofobia nei confronti della sua immagine ambigua e androgina, che porta molti a mettere in discussione la sua sessualità, argomento che aveva sempre rifiutato di affrontare con riluttanza.
In seguito, Walter firma un contratto con il quale cede ogni diritto di sfruttamento del suo nome e della sua immagine alla società di Bill Bakula, fatto che lo porterà a una lunga causa legale durata 6 anni, interrompendo la collaborazione con il suo manager. Walter è colpito da infarto dovuto allo stress patito durante la diatriba in tribunale e fa la sua ultima apparizione televisiva il 3 ottobre 2006. Morte, spiritualità e religioni sono argomenti che appassionano Walter lungo tutta la sua carriera, incluse tematiche quali reincarnazione, vita dopo la morte e teologia.
Walter, con le nipoti Ivonne e Betty, e il suo fidato assistente tuttofare Willy, visita lo storico Teatro La Perla di Ponce, ricordandosi delle molte produzioni teatrali nelle quali aveva recitato da giovane. Tornato a San Juan, nel gennaio 2019 Walter riceve la visita di Lin-Manuel Miranda, suo grande ammiratore. Quando Miranda posta una sua foto insieme a Mercado sui propri account social, molti vecchi fan di Walter Mercado restano sorpresi dal fatto che sia ancora vivo, dopo anni di assenza dalla scene.
Nel maggio 2019, l'History Miami Museum invita Walter per l'inaugurazione della mostra a lui dedicata, celebrando la sua carriera cinquantennale. Dopo un servizio fotografico una settimana prima dell'apertura ufficiale della mostra, Walter cade dal letto e poi scivola in bagno fratturandosi una costola e alcune vertebre, tuttavia, nonostante l'età si riprende velocemente ed è in grado di viaggiare fino a Miami per la mostra. Incontra i propri fan che gli tributano un'accoglienza trionfale, in quella che sarà la sua ultima apparizione in pubblico prima della morte.

## Distribuzione
Mucho Mucho Amor: The Legend of Walter Mercado fu presentato in anteprima al Sundance Film Festival 2020, per poi essere distribuito su Netflix a partire dall'8 luglio 2020.

## Accoglienza
Il documentario ha un indice di gradimento pari al 100% sul sito Rotten Tomatoes, basato su 59 recensioni da parte di critici professionisti, con un voto complessivo di 7.80/10.